# Orden von Argata
Der Orden von Argata, oder Orden de l Argata, auch Orden von der Haspel, war ein neapolitanischer Ritterorden. Gestiftet wurde der Orden 1376 von Ludwig von Anjou. Dieser war mit Hilfe der Königin Johanna I. von Neapel Thronerbe geworden, musste aber sich bis zu seinem Tod mit den Neid auf seinen Thron durch Karl von Durazzo und dessen Sohn König Ladislaus seine Position verteidigen. Nach dem Sieg 1381 über Ludwig II. nannte sich der Herzog König Karl III. von Neapel. 1388 gründeten Adlige eine Gesellschaft zur Verteidigung von Stadt und Hafen  gegen die Feinde Ludwigs II. Diese Gesellschaft löste sich nach dem Tod Ludwig II. auf. Die Anhänger nannten sich in Anlehnung an den Orden Ritter von Argata.

## Ordensdekoration
Auf rotem Feld war eine goldene Haspel abgebildet und das Zeichen wurde auf der linken Brustseite getragen.